# Ercole Bove
Ercole Bove – włoski brydżysta.
Ercole Bove w latach 2003–2010 był członkiem Komitetu Sposoringu EBL a w latach 2007–2010 Komitetu Sposoringu i Marketingu EBL.
W latach 2003–2006 Ercole Bove był przewodniczącym komitetów organizacyjnych Pucharu Europy.
Ercole Bove w latach 2003–2007 był niegrającym kapitanem drużyny Parioli a od roku 2009 jest niegrającym kapitanem Angelini.

## Wyniki brydżowe

### Zawody światowe
W światowych zawodach zdobył następujące lokaty:
| Mistrzostwa Świata. Konkurencja teamów | Mistrzostwa Świata. Konkurencja teamów | Mistrzostwa Świata. Konkurencja teamów | Mistrzostwa Świata. Konkurencja teamów | Mistrzostwa Świata. Konkurencja teamów | Mistrzostwa Świata. Konkurencja teamów |
| Rok                                    | Miejsce                                | Zawody                                 | Kategoria                              | Drużyna                                | Pozycja                                |
| -------------------------------------- | -------------------------------------- | -------------------------------------- | -------------------------------------- | -------------------------------------- | -------------------------------------- |
| 2007                                   | Szanghaj                               | 38. Mistrzostwa Świata Teamów          | Trans                                  | Leonina                                | 92                                     |

### Zawody europejskie
W europejskich zawodach zdobył następujące lokaty:
| Zawody europejskie. Konkurencja teamów | Zawody europejskie. Konkurencja teamów | Zawody europejskie. Konkurencja teamów | Zawody europejskie. Konkurencja teamów | Zawody europejskie. Konkurencja teamów | Zawody europejskie. Konkurencja teamów |
| Rok                                    | Miejsce                                | Zawody                                 | Kategoria                              | Drużyna                                | Pozycja                                |
| -------------------------------------- | -------------------------------------- | -------------------------------------- | -------------------------------------- | -------------------------------------- | -------------------------------------- |
| 2008                                   | Amsterdam                              | 7. Puchar Europy                       | Open                                   | Parioli Italy                          | 1                                      |
| 2003                                   | Mentona                                | 1. Otwarte Mistrzostwa Europy          | Open                                   | Angelini2-Fan                          | 55                                     |

## Klasyfikacja
- Ercole Bove – klasyfikacja WBF (ang.)
- Ercole Bove – klasyfikacja EBL (ang.)